# Clinopogon barrus
Clinopogon barrus là một loài ruồi trong họ Asilidae. Clinopogon barrus được Walker miêu tả năm 1849. Loài này phân bố ở miền Ấn Độ - Mã Lai.